# Melanie Brown
Melanie Janine Brown (ismert Mel B, Melanie B és Melanie G néven is; Harehills, Leeds, 1975. május 29. –) brit énekesnő, a Spice Girls volt tagja.

## Életútja
Harehillsben, Leedsben született, fehér angol anya és fekete apa lányaként. Egy húga van, Danielle, színésznő. Az Intake High Schoolba járt, Leedsben. Egy ideig Lancashireben dolgozott táncosnőként . Egy sikeres meghallgatásra jelentkezett, így indult el karrierje a Spice Girlszel 1996-ban. Első számuk, a Wannabe hatalmas sikert aratott. Az együttesben Mel B néven volt ismert, hogy megkülönböztessék Mel C-től (Melanie Chisholm), kihívó és érdekes kinézete után kapta a Scary Spice becenevet. A Spice Girls 2001-ben feloszlott, ezután Mel szólókarrierbe kezdett.
Ő volt az első Spice Girl, aki szólókarrierbe kezdett: első számát Missy Elliott-tal közösen vette fel, ez volt az I Want You Back, ami 1998. szeptember 14-én jelent meg és  több országban is sikert aratott. Következő kislemeze, a Word Up (1999. június 28.) a brit slágerlistán a 14. helyig jutott, az 1990-es években ez volt a legsikertelenebb dal Spice Girls-tagtól; később az albumára nem került rá. A 2000-ben megjelent Tell Me című dala, melyben volt férjét ostorozza, sikeres lett; a 4. helyet ért el. 2000. október 9-én jelent meg első szólóalbuma, a Hot. Rá egy hónappal megjelent a Spice Girls harmadik albuma, a Forever. Ez a brit listán a 2., míg a Hot a 28. helyet érte el. 2001-ben jelent meg a Feels So Good kislemez, ami az 5. lett a listán, majd a kislányának, Phoenixnek írt Lullaby, ami a 13. Az albumról megjelentetni tervezett ötödik kislemezt, a Hottert végül nem adták ki, ahogy az album 2001 júliusára tervezett újrakiadására sem került sor.
2004 áprilisában felkérték, hogy színésznőként szerepeljen a Rent című musicalben. 2005. június 13-án megjelent a Today című kislemeze, június 27-én jött az album hozzá, az L.A. State of Mind. Az albumból az első héten csak 670 darab fogyott el, összesen 1500, és a slágerlistán sem ért el előkelő helyezést, mindazonáltal Mel B nem tartja bukásnak, mert nem várt tőle sikert és nem is népszerűsítette, csak ajándékba szánta a rajongóknak.
2007 decemberében újra összeállt a Spice Girls egy turné erejéig, ami 2008 februárjában ért véget. Kiadtak egy válogatásalbumot, amin két új szám is szerepelt, a Headlines (Friendship Never Ends) és a Voodoo. 2007-ben a Dancing with the Starsban is szerepelt.
2008 júniusában azt nyilatkozta, felvett tíz számot új albumára. 2008 őszén felkerült az internetre a Whose Is It című új dal.
2019 nyarán a Spice Girls még egy turnét adott az Egyesült Királyságban, azonban Victoria Beckham ehhez már nem csatlakozott.

## Magánélete
Peter Andre-val volt egy rövid kapcsolata. A SpiceWorld turnén kezdődött kapcsolata Jimmy Gulzar táncossal, 1998. szeptember 13-án összeházasodtak. 1999. február 19-én született gyermekük, Phoenix Chi. 2000-ben elváltak. 2006-ban Melanie-nak Eddie Murphyvel volt kapcsolata, 2007. április 3-án született gyermekük, Angel Iris, akit Murphy sokáig nem ismert el. 2007. június 6-án hozzáment Stephen Belafonte producerhez Las Vegasban és 2011-ben megszületett közös gyermekük, Madison. A pár 2016-ban végett vetett házasságuknak.
2025. július 5-én hozzáment Rory McPhee fodrászhoz, az esküvőt a londoni Szent Pál-székesegyházban tartották. 2019 óta voltak kapcsolatban.

## Diszkográfia

### Albumok
- Hot (2000)
- L.A. State of Mind (2005)
- New Album (2013/2014)

### Kislemezek
- I Want You Back (1998)
- Word Up! (1999)
- Tell Me (2000)
- Feels So Good (2001)
- Lullaby (2001)
- Today (2005)
- For Once in My Life (2013)

## Filmográfia
- 1993 Coronation Street - Amy Nelson
- 1997 Spice World - önmaga
- 1998 Creche Landing
- 2000 Fish
- 2001 This is My Moment
- 2002 Voodoo Princess
- 2003 Burn It - Claire
- 2003 LD:50- Lethal Dose - Louise
- 2003 Bo' Selecta - önmaga
- 2004 The Seat Filler - Sandie
- 2004 MTV Cribs - önmaga
- 2005 Telling Lies - Maggie Thomas
- 2005 A Bear's Tail - önmaga
- 2005 Avid Merrion's Xxxmas Special - önmaga
- 2006 Love Thy Neighbor - Lonnie
- 2007 Dancing With The Stars - önmaga (5. évad, 2. helyezés)
- 2007 Giving You Everything - önmaga
- 2009 Loose Women - önmaga
- 2009 Mel B - Totally Fit - önmaga
- 2010 Dance Your Ass Off host (2. évad) - önmaga
- 2010 Mel B: It's a Scary World - önmaga
- 2010 The X Factor (Ausztrália) - vendég mentor
- 2010 The X Factor (Ausztrália) - mentor (lányok)
- 2010 The X Factor (Ausztrália) - mentor (fiúk)
- 2010 America Got Talent - zsűritag